# 岳国君
岳国君（1963年4月3日—），吉林农安人，汉族，中华人民共和国政治人物，曾担任中粮集团总裁助理、中粮控股董事副总经理、中粮生化能源事业部总经理。中国共产党党员，第十二届全国人民代表大会黑龙江地区代表。
毕业于北京化工学院化学工程与技术专业。2008年起担任全国人大代表。2013年，被选为全国人大代表。2015年12月当选为中国工程院环境与轻纺工程学部院士。2018年2月24日，当选为第十三届全国人大代表。2023年2月17日，因涉嫌严重违纪违法，接受国家开发投资集团有限公司纪检监察组纪律审查和安徽省池州市监察委员会监察调查，同时被撤销中国工程院院士资格。